# Kassel (regiune)
Regierungsbezirk Kassel este una dintre cele trei regiuni administrative de tip Regierungsbezirk ale landului Hessa, Germania, localizată în nordul landului și cu capitala în orașul Kassel.
Celelalte două regiuni administrative de acest tip din Hessa se numesc Darmstadt și Gießen.
Subdiviziunile regiunii administrative Kassel:
| Districte rurale (Landkreis) 1. Kassel 2. Werra-Meißner-Kreis 3. Waldeck-Frankenberg 4. Schwalm-Eder-Kreis 5. Hersfeld-Rotenburg 6. Fulda | Districte urbane = orașe (kreisfreie Stadt) 1. Kassel Orașe cu statut special (Sonderstatusstadt) 1. Fulda |